# 2-й Барашівський провулок (Житомир)
2-й Барашівський провулок — провулок в Богунському районі міста Житомира.

## Характеристики
Розташований на Мальованці. З'єднує вулицю Барашівську з 1-м провулком Кармелюка.

## Історія
Виник після Другої світової війни. Отримав назву у 1960 році. До кінця 1960-х років провулок та його забудова переважно сформувалися.